# TIFAB
TIFAB (англ. TIFA inhibitor) – білок, який кодується однойменним геном, розташованим у людей на 5-й хромосомі. Довжина поліпептидного ланцюга білка становить 161 амінокислот, а молекулярна маса — 17 888.
| 10         |  | 20         |  | 30         |  | 40         |  | 50         |
| ---------- |  | ---------- |  | ---------- |  | ---------- |  | ---------- |
| MEKPLTVLRV |  | SLYHPTLGPS |  | AFANVPPRLQ |  | HDTSPLLLGR |  | GQDAHLQLQL |
| PRLSRRHLSL |  | EPYLEKGSAL |  | LAFCLKALSR |  | KGCVWVNGLT |  | LRYLEQVPLS |
| TVNRVSFSGI |  | QMLVRVEEGT |  | SLEAFVCYFH |  | VSPSPLIYRP |  | EAEETDEWEG |
| ISQGQPPPGS |  | G          |  |            |  |            |  |            |

A: Аланін

C: Цистеїн

D: Аспарагінова кислота

E: Глутамінова кислота

F: Фенілаланін

G: Гліцин

H: Гістидин

I: Ізолейцин

K: Лізин

L: Лейцин

M: Метіонін

N: Аспарагін

P: Пролін

Q: Глутамін

R: Аргінін

S: Серин

T: Треонін

V: Валін

W: Триптофан